# Illkirch-Graffenstaden
Illkirch-Graffenstaden (in tedesco Illkirch-Grafenstaden, in alsaziano Illkirch-Gràffestàde) è un comune francese di 27 087 abitanti situato nel dipartimento del Basso Reno nella regione del Grand Est.

## Società

### Evoluzione demografica
Abitanti censiti